# IEC Tower
IEC Tower (івр. מגדל חברת החשמל) — хмарочос в Хайфі, Ізраїль. Висота 30-поверхового будинку становить 130 метрів, це другий за висотою хмарочос в Хайфі і тринадцятий в Ізраїлі. Будівлю було спроектовано архітектурними бюро Rozov-Hirsch Architects та Mansfeld Kehat Architects. Штаб-квартира корпорації Israel Electric Corporation.